# بوکوویتسا، ایوانئیتسا
بوکوویتسا (به صربی: Bukovica) یک روستا در صربستان است که در ایوانئیتسا واقع شده‌است.
 بوکوویتسا ۴٫۶۶ کیلومتر مربع مساحت و ۱٬۶۶۹ نفر جمعیت دارد.